# يوم الهدنة

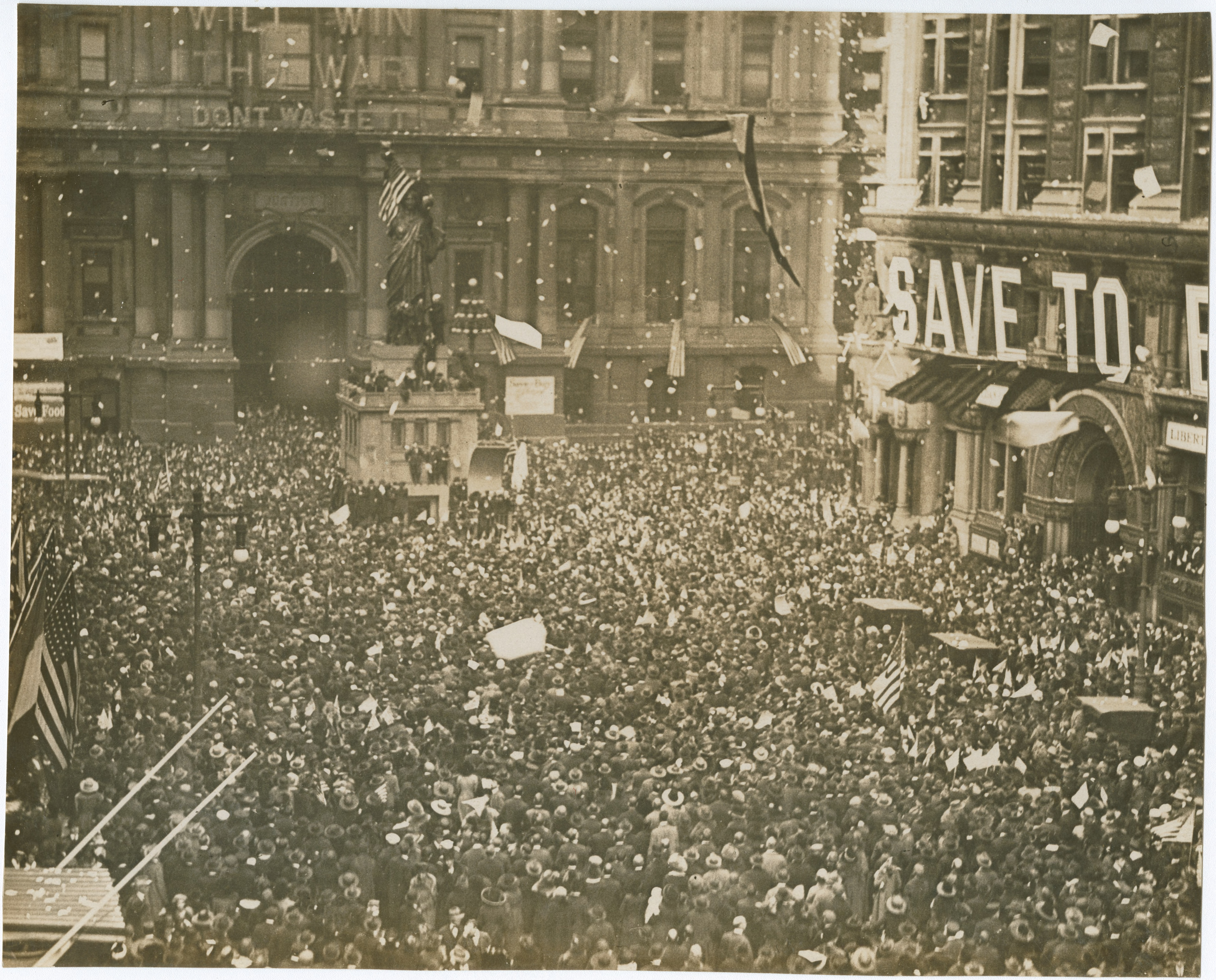
احتفالات يوم الهدنة في فيلادلفيا في ولاية بنسلفانيا في 11 نوفمبر 1918

يوم الهدنة (بالإنجليزية: Armistice Day) هو يوم احتفالي في 11 نوفمبر من كل عام لإحياء ذكرى الهدنة الموقعة بين الحلفاء في الحرب العالمية الأولى وألمانيا القيصرية في كومبيين الفرنسية الساعة 5:45 صباحًا، لوقف الأعمال العدائية على الجبهة الغربية للحرب العالمية الأولى، وقد دخلت الهدنة حيز التنفيذ في الساعة الحادية عشرة صباحًا - «الساعة الحادية عشرة من اليوم الحادي عشر من الشهر الحادي عشر» لعام 1918.
لكن، وفقًا لتوماس آر جوينلوك، ضابط المخابرات في الفرقة الأولى الأمريكية، استمر القصف من الجانبين لبقية اليوم بسبب صعوبة إيصال المعلومات حول وقف إطلاق النار ونتيجة لذلك، قُتل 863 جنديًا من بريطانيا ودول الكومنولث، وكان هنا نحو 3000 مقاتل أمريكي بين قتيل وجريح في المعارك الأخيرة التي شاركوا فيها. انتهت الهدنة في البداية بعد فترة 36 يومًا وتعين تمديدها عدة مرات، إلى أن تم التوصل إلى اتفاق سلام رسمي عندما تم التوقيع على معاهدة فرساي في العام التالي.
يُعتبر يوم الهدنة عيدا وطنيا في فرنسا، بلجيكا، صربيا ونيوزيلندا، أما في دول الكومنولث يعرف باسم يوم الذكرى (ذكرى الأحد) وهو مكرس لذكرى أولئك الذين سقطوا في مختلف الحروب، وفي الولايات المتحدة يسمى يوم المحاربين القدامى وهو يوم عطلة تكريما لجميع قدامى المحاربين في الحروب التي شاركت فيها الولايات المتحدة.
أقيمت احتفالات على مستوى العالم في 11 نوفمبر 2018 للذكرى المئوية لهدنة الحرب العالمية الأولى. في فرنسا، اجتمع أكثر من 60 رئيس حكومة ورئيس دولة في قوس النصر في باريس.

## الهدنة الكاذبة في 7 نوفمبر
في 7 نوفمبر 1918، انتشرت شائعة في جميع أنحاء العالم بأن الألمان قد وقعوا اتفاقية الهدنة وأن الحرب انتهت في الساعة الثانية من ذلك اليوم، كما وصلت الأنباء الكاذبة إلى عناوين الصحف معلنة انتهاء الحرب. ونتيجة لتلك الشائعة نزل الكثير من حول العالم إلى الشوارع للاحتفال بنهاية الحرب.
مصدر الشائعة كان وقف إطلاق ناروافق عليه الفرنسيون حتى يتمكن الوفد الألماني من عبور خط المواجهة والوصول إلى غابة كومبين حيث جرت المحادثات بشأن وقف إطلاق النار، وردت أنباء وقف إطلاق النار المحلي في السفارة الأمريكية في باريس، حيث انتشرت الرسالة وكأن الألمان وقعوا على وقف إطلاق النار الشامل، وبُث الخبر إلى الولايات المتحدة وانتشر في جميع أنحاء العالم، وخلال ساعات قليلة تم فهم الخطأ ولكن بحلول هذا الوقت كانت الاحتفالات العفوية قد بدأت بالفعل في العديد من الأماكن.

## ضحايا يوم الهدنة
تم التوقيع على وقف إطلاق النار الذي أنهى الحرب العالمية الأولى في 11 نوفمبر 1918 في الساعة الخامسة صباحًا لكن حدد الموقعون الساعة 11:00 كنهاية للقتال بسبب صعوبة إخطار القوات المتفرقة بوقف إطلاق النار، في الساعات ما بين توقيع وقف إطلاق النار ودخوله حيز التنفيذ كان قد قُتل 863 جنديًا من بريطانيا ودول الكومنولث، ونحو 3000 مقاتل أمريكي سقطوا بين قتيل وجريح في المعارك الأخيرة التي شاركوا فيها. وكان أخر قتيل بريطاني هو الجندي جورج إدوين أليسون، قُتل في الساعة 9:30 صباحًا أي حوالي 90 دقيقة قبل سريان وقف إطلاق النار. وقد حارب باستمرار في الحرب منذ عام 1914. أوغسطين طرابوشان هو آخر جندي فرنسي قُتل في الحرب حيث تم إطلاق النار عليه في الساعة 10:45 صباحًا عندما تم إرساله لإبلاغ رفاقه الذين شاركوا في الهجوم عبر نهر ميز أن الحساء سيقدم بعد وقف إطلاق النار.
قُتل الجندي هنري جونتر من الجيش الأمريكي في الساعة 10:58 صباحًا خلال بمدفع رشاش جندي ألماني خلال محاولته مع وحدته الهجوم على الألمان وهو رسميًا آخر قتيل في الحرب العالمية الأولى. بعد دقيقة عندما بدأ سريان وقف إطلاق النار استسلم الجنود الألمان في نفس مواضعهم للأمريكيين.
رسميًا في هذا اليوم قُتل أكثر من 10,000 جندي (بما في ذلك الجرحى الذين أصيبوا سابقًا وماتوا متأثرين بجراحهم في ذلك اليوم) أو أُعلن عن فقدان الاتصال بهم.
قُتل 75 جنديًا فرنسيًا في ذلك اليوم، لكن تم تغيير تاريخ وفاتهم إلى 10 نوفمبر لكي لا يصيب عائلاتهم الإحباط من مقتل أحبائهم في اليوم الأخير من الحرب، ولتجنب الجدل حول أهلية أهالي الجنود الذين سقطوا للحصول على تعويضات الحرب المتزايدة.

## التاريخ فيدول الحلفاء
أقيم يوم الهدنة الأول في قصر باكنغهام، حيث قام الملك جورج الخامس بإستضافة «مأدبة على شرف رئيس الجمهورية الفرنسية» خلال ساعات المساء في 10 نوفمبر 1919، وأقيمت الأحداث الرسمية الأولى ليوم الهدنة لاحقًا في ساحة قصر باكنغهام في صباح يوم 11 نوفمبر 1919، والتي تضمنت دقيقتين من الصمت كعلامة احترام لأولئك الذين ماتوا في الحرب والذين تُركوا وراءهم. في بريطانيا، ابتداءً من عام 1939 نُقل تقليد دقيقتين من الصمت إلى أقرب يوم أحد إلى 11 نوفمبر. أصبح هذا ذكرى الأحد.
بعد نهاية الحرب العالمية الثانية، اتبعت معظم الدول الأعضاء في دول كومنولث حذو كندا واعتمدت اسم يوم الذكرى.
كما غيرت دول أخرى اسم العطلة قبل أو بعد الحرب العالمية الثانية لتكريم قدامى المحاربين في كل الصراعات السابقة واللاحقة، بينما اختارت الولايات المتحدة يوم جميع المحاربين القدامى، والذي تم اختصاره لاحقًا إلى «يوم المحاربين القدامى»، لتكريم قدامى المحاربين العسكريين، بما في ذلك أولئك المشاركين في صراعات أخرى.

## القرن الواحد والعشرون
في المملكة المتحدة ودول الكومنولث، يتم الاحتفال بيوم الذكرى وأحد الذكرى بشكل رسمي لكنهما ليسا عطلات رسمية. تقام الخدمة الوطنية لإحياء الذكرى في لندن في يوم إحياء أحد الذكرى. 
في الولايات المتحدة، يكرم يوم المحاربين القدامى الجنود الأمريكيين الأحياء منهم والمتوفين، بينما الذكرى الوطنية الرسمية للجنود الذين قتلوا في المعارك هي يوم الذكرى، الذي يسبق الحرب العالمية الأولى. وقد حث البعض بمن فيهم الروائي الأمريكي كورت فونيغوت والمحارب من أجل السلام روري فانينغ، الأمريكيين على التفكر بيوم 11 نوفمبر باعتباره يوم الهدنة والتفكير في كيفية تحقيق السلام كما كان هدف هذا الاحتفال في الأصل.
في بولندا، يوم الاستقلال الوطني هو يوم عطلة عامة، يتم الاحتفال به في 11 نوفمبر للاحتفال بالذكرى السنوية لاستعادة سيادة بولندا باعتبارها الجمهورية البولندية الثانية في عام 1918، بعد 123 عامًا من التقسيم من قبل الإمبراطورية الروسية ومملكة بروسيا وإمبراطورية هابسبورغ.

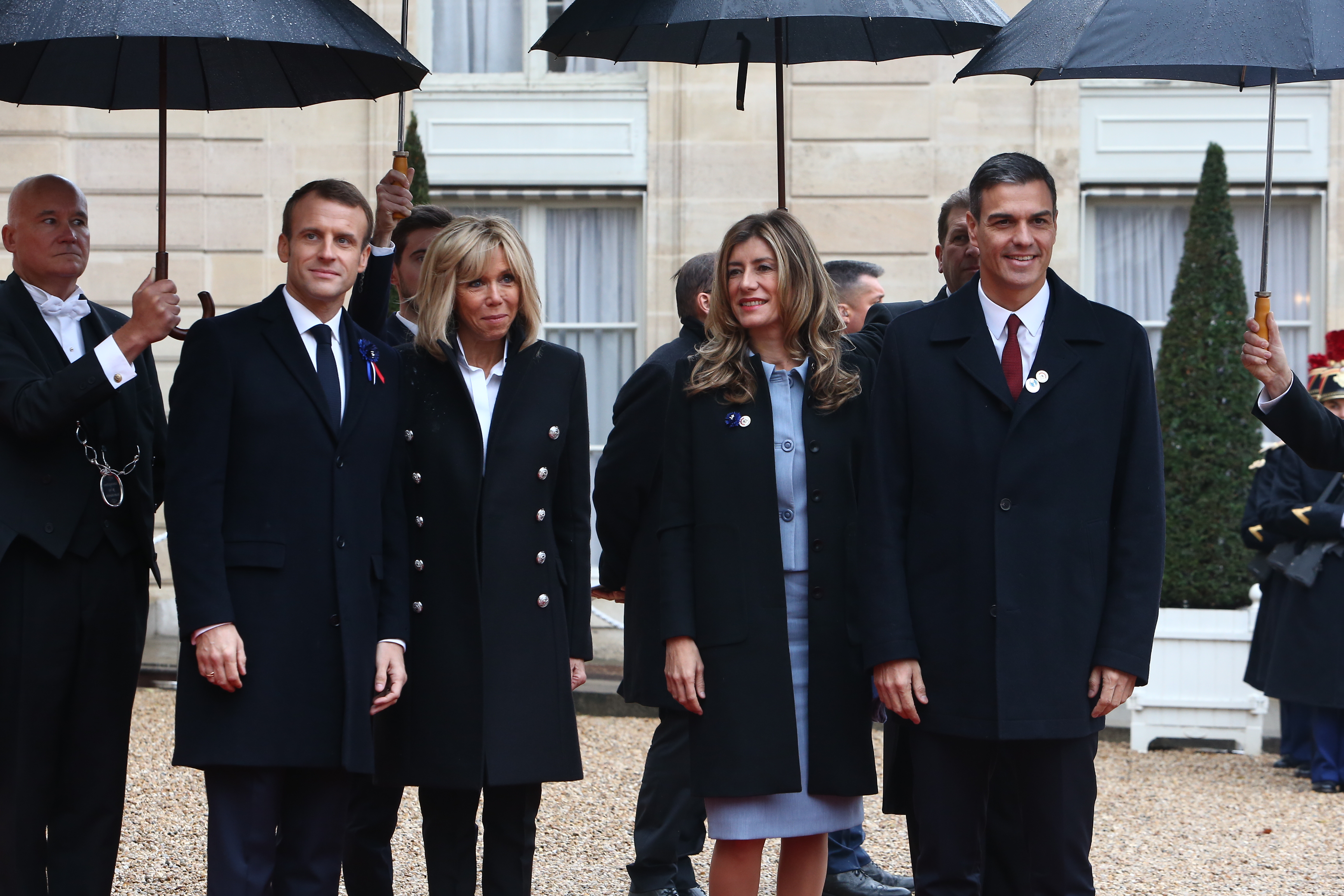
الرئيس الفرنسي إيمانويل ماكرون ورئيس الوزراء الإسباني في الذكرى المئوية للهدنة، 2018

## روابط خارجية
- ريمي دالسون: يوم الذكرى: 11 تشرين الثاني (نوفمبر) 1922 - اليوم (فرنسا) في: الموسوعة الدولية للحرب العالمية الأولى.